# Edifici Morral
L'Edifici Morral és una obra de Sabadell (Vallès Occidental) protegida com a Bé Cultural d'Interès Local.

## Descripció
Edifici d'habitatges, cantoner, compost de planta baixa, soterrani i cinc pisos amb sis estatges cadascun. La façana és de pedra aplacada on hi ha tres grans tribunes situades sobre els accessos. Cal remarcar el cuidat disseny de tots els elements.

## Història
Aquest edifici està construït en el lloc on hi havia el "Vapor Morral", el qual es va incendiar.